# جامعه اخترشناسی آمریکا
جامعه اخترشناسی آمریکا (اِی اِی اِس، که گاهی دَبل اِی -اِس خوانده می‌شود) یک جامعه آمریکایی از ستاره‌شناسهای حرفه‌ای و دیگر افراد علاقه‌مند است، و در واشینگتن، دی. سی. واقع شده‌است. اهداف اصلی این انجمن کمک به پیشرفت اخترشناسی و شاخه‌های علمی مرتبط بوده، و مقاصد مرتبه دوم آن شامل گسترش آموزش اخترشناسی و نیز افزایش توان سیاسی اعضای این انجمن است.

## تاریخچه
این انجمن در سال ۱۸۹۹ با تلاش‌های جرج الری هیل تأسیس شد. تا قبل از سال ۱۹۱۵ نام نهایی این انجمن تعیین نشده بود و جامعه اخترفیزیک و اخترشناسی آمریکا خوانده می‌شد. اساسنامه گروه توسط هِیل، جورج کامستاک، ادوارد مورلی ،سیمون نیوکامب و ادوارد چارلز پیکرینگ نوشته شد. تعداد اعضای اولیه این انجمن ۱۱۴ نفر بود.
امروزه این انجمن بیش از ۷۰۰۰ عضو داشته و دارای شش بخش است.

## بخش‌ها
- بخش علوم سیاره ای (LPS)
- بخش اخترشناسی دینامیکی (DDA)
- بخش اخترفیزیک انرژی‌های بالا (HEAD)
- بخش فیزیک خورشید (SPD)
- بخش اخترفیزیک آزمایشگاهی (LAD)

## نشریه‌ها
- استرونومیکال جورنال (Astronomical Journal)
- استرونومیکال اِجوکیشن ریویو (Astronomy Education Review)
- استروفیزیکال جورنال (The Astrophysical Journal)
- بولتن آو امریکن استرونومیکال سوسایتی (Bulletin of the American Astronomical Society)

## برخی از جایزه‌ها
- جایزه دنی هینمن در اخترفیزیک
- جایزه هلن وارنر در اخترشناسی